# Glukozozależny peptyd insulinotropowy
Glukozozależny peptyd insulinotropowy, glukozozależny polipeptyd insulinotropowy, GIP (od ang. gastric inhibitory peptide lub gastric inhibitory polypeptide), dawniej: żołądkowy peptyd hamujący i peptyd żołądkowo-jelitowy – hormon inkretynowy, produkowany przez błonę śluzową jelita cienkiego, którego głównym działaniem jest pobudzanie, zależnego od glukozy, wydzielania insuliny przez komórki β wysp trzustkowych. Stanowi element osi jelitowo-trzustkowej.
Hormon ten jest złożonym z 42 aminokwasów polipeptydem, wydzielanym przez komórki K zlokalizowane w obrębie błony śluzowej dwunastnicy, a także jelita czczego i proksymalnego odcinka jelita krętego.
Receptory dla glukozozależnego peptydu insulinotropowego występują przede wszystkim w komórkach β wysp trzustkowych, ale wykryto je także w tkance tłuszczowej, ośrodkowym układzie nerwowym, sercu, korze nadnercza i w śródbłonku naczyń.
GIP, podobnie jak glukagonopodobny peptyd 1, jest szybko rozkładany (czas ich półtrwania wynosi około 2 minut) przez peptydazę dipeptydylową 4 (proteazę serynową).